# Маље Страцини
Маље Страцини (слч. Malé Straciny) насељено је мјесто са административним статусом сеоске општине (слч. obec) у округу Вељки Кртиш, у Банскобистричком крају, Словачка Република.

## Становништво
| Година:    | 1994. | 2004.    | 2014.    | 2024.   |
| ---------- | ----- | -------- | -------- | ------- |
| Број људи: | 154   | 119      | 138      | 149     |
| Разлика:   |       | -22,72 % | +15,96 % | +7,97 % |

| Година:    | 2023. | 2024.   |
| ---------- | ----- | ------- |
| Број људи: | 147   | 149     |
| Разлика:   |       | +1,36 % |

Према подацима о броју становника из 2011. године насеље је имало 148 становника.